# 零環
数学の環論において、零環（英: the zero ring）または自明環（trivial ring）は1つの元からなる（同型を除いて）唯一の環である。（あまり一般的ではないが、“零環”（zero ring）という用語は任意の rng of square zero, すなわちすべての x と y に対して xy = 0 であるような rng を指すために使われることもある。この記事では1つの元からなる環の意味で使う。）
環の圏において、零環は終対象である。始対象は有理整数環 Z である。

## 定義
零環は一元集合 {0} において演算 + と · を 0 + 0 = 0 と 0 · 0 = 0 で定義したものであり、{0} あるいは単に 0 と表記される。

## 性質
- 零環は加法の単位元 0 と乗法の単位元 1 が一致する唯一の環である[1][6]。（証明：環 R において 1 = 0 であれば、R のすべての元 r に対して r = 1r = 0r = 0 である。）
- 零環は可換環である。
- 零環の元 0 は単元であり、その乗法に関する逆元は自分自身である。
- 零環の単数群は自明群 {0} である。
- 零環の元 0 は零因子ではない。
- 零環の唯一のイデアルは零イデアル {0} であり、これは単位イデアルでもあり、環全体に等しい。このイデアルは極大イデアルでも素イデアルでもない。
- 零環は自明な体と呼ばれることもあるが、通常は体や整域に含めない[3]。（数学者が「一元体」と言うときには、存在しない対象に言及しているのであり、彼らの意図は、もしこの対象が存在すればその上のスキームの圏となるであろう圏を定義する事である。）
- 任意の環 A に対して、A から零環への環準同型がただ1つ存在する。したがって零環は環の圏における終対象である[7]。
- A が零環でなければ、零環から A への環準同型は存在しない。とくに、零環は零環でないどんな環の部分環でもない[7]。
- 零環の標数は 1 である。
- 零環上の唯一の加群は零加群である。これは任意の基数 א に対しランク א の自由加群である。
- 零環は局所環ではない。しかしながら、半局所環ではある。
- 零環のスペクトルは空概型である[7]。
- 零環は半単純だが単純ではない。
- 零環はどんな体上の中心的単純環でもない。
- 零環の全商環はそれ自身である。

## 構成
- 任意の環 A と A のイデアル I に対し、剰余環 A/I が零環であることと I が単位イデアルであることは同値である。
- 任意の可換環 A と A の乗法的集合 S に対し、局所化 S−1A が零環であることと S が 0 を含むことは同値である。
- A が任意の環であれば、A 上の 0 × 0 行列の環 M0(A) は零環である。
- 環からなる空の集まりの直積は零環である。
- 自明群の自己準同型環は零環である。
- 空位相空間上の実数値連続関数のなす環は零環である。